# Cheile Plaiului
Cheile Plaiului alcătuiesc o arie protejată de interes național ce corespunde categoriei a IV-a IUCN (rezervație naturală de tip geologic), situată în vestul Transilvaniei, pe teritoriul județului Alba.

## Localizare
Aria naturală se află în partea nord-estică a Munților Trascăului, pe cursul superior al Văii Izvoarele, în extremitatea nordică a județului Alba, pe teritoriul administrativ al comunei Livezile, în partea vestică a satului Izvoarele.

## Descriere
Rezervația naturală a fost declarată arie protejată prin Legea Nr.5 din 6 martie 2000, publicată în Monitorul Oficial al României, Nr.152 din 12 aprilie 2000, privind aprobarea Planului de amenajare a teritoriului național - Secțiunea a III-a - zone protejate și are o suprafață de 2 ha.
Aria protejată (inclusă în situl de importanță comunitară Munții Trascăului) reprezintă un relief modelat în calcare, alcătuit din creste desprinse din versantul sudic al Vârfului Cornului (chei, vârfuri, coloane, abrupturi, ace, pante cu grohotișuri, rupturi de pante), ce conferă locului un peisaj deosebit. 

## Biodiversitate
În arealul rezervației au fost identificate 6 de tipuri de habitate naturale de interes comunitar (Păduri de fag de tip Luzulo-Fagetum; Păduri de fag de tip Asperulo-Fagetum; Comunități de lizieră cu ierburi înalte higrofile de la câmpie până în etajele montan și alpin; Versanți stâncoși cu vegetație chasmofitică pe roci calcaroase; Grohotișuri și lespezi calcaroase și Peșteri în care accesul publicului este interzis); ce adăpostesc o gamă diversă de floră și faună specifică lanțului carpatic al Occidentalilor.

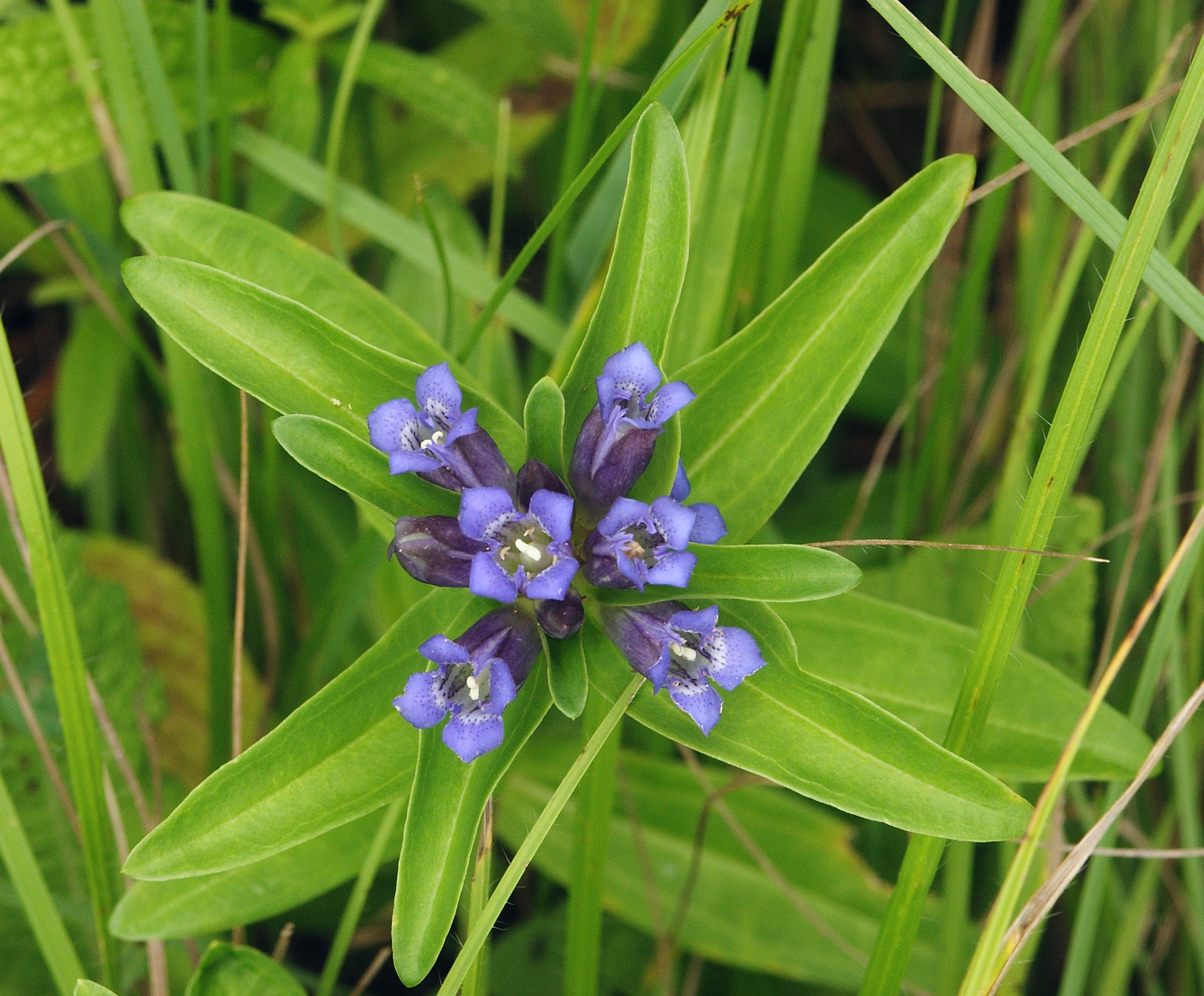
Ochincea (Gentiana cruciata)

Flora este alcătuită din vegetație forestieră cu specii de gorun (Quercus petrea), în asociere cu cer (Quercus ceris), fag (Fagus sylvatica), carpen (Carpinus betulus), zadă (Larix decidua) sau  mesteacăn (Betula pendula).
La nivelul ierburilor sunt întâlnite mai multe rarități floristice de pajiști și stâncărie, cu specii de: pelin de stâncă (Artamisia alba), garofiță albă de stânci (Dianthus spiculifolius), căpșuniță (Cephalanthera damasonium), trâmbița ciobanului (Gentianopsis ciliata), ochincea (Gentiana cruciata), ruginiță (Asplenium ruta-muraria), feriguță (Asplenium adulterinum), stânjenelul sălbatic (Iris aphylla ssp. hungarica), mătăciune (Dracocephalum austriacum), coada iepurelui (Sesleria caerulea), colilie (Stipa pulcherrima) sau iarba cășunăturii (Saxifraga cuneifolia). 
Fauna este una diversificată, cuprinzând atât specii de mamifere și păsări cât și amfibieni și reptile, dintre care unele protejate prin Directiva Consiliului European 92/43/CE din 21 mai 1992 (privind conservarea habitatelor naturale și a speciilor de faună și floră sălbatică) sau aflate pe lista roșie a Uniunii Internaționale pentru Conservarea Naturii (IUCN); astfel: mamifere cu specii de urs carpatin (Ursus arctos), lup (Canis lupus), pisică sălbatică (Felis silvestris), râs eurasiatic (Lynx lynx), pârșul de alun (Dryomys nitedula); păsări: acvilă de munte (Aquila chrysaetos), ciocănitoare de stejar (Dendrocopos medius), ciocănitoare cu spate alb (Dendrocopos leucotos), cuc (Cuculus canorus), șoimul rândunelelor (Falco subbuteo), vânturel de seară (Falco vespertinus), muscar (Ficedula parva), alunarul (Nucifraga caryocatactes), pițigoi ul de creastă (Lophophanes cristatus); reptile și amfibieni: vipră (Vipera berus),  șopârla de ziduri (Podarcis muralis), tritonul comun transilvănean (Triturus vulgaris), triton cu creastă (Triturus cristatus), ivorașul-cu-burta-galbenă (Bombina variegata), broasca-roșie-de-munte (Rana temporaria), brotacul verde de copac (Hyla arborea).

## Monumente și atracții turistice
În vecinătatea rezervației naturale se află câteva obiective de interes istoric, cultural și turistic; astfel:
- Biserica "Adormirea Maicii Domnului" din Livezile, construcție 1611, monument istoric (cod LMI AB-II-m-A-00244).
- Schitul "Nașterea Sfântului Ioan Botezătorul" din Livezile.
- Cetatea Trascăului, monument istoric (cod LMI AB-II-m-A-00208).
- Situl arheologic de la Livezile (așezare și necropolă tumulară atribuite Epocii bronzului timpuriu).
- Munții Trascăului.
- Aria naturală Cheile Vălișoarei.